# 王广业 (清朝)
王广业（？—？），江苏泰州人，清朝政治人物。
王广业曾于道光二十四年（1844年）接替褚登任漳州府知府一职，道光二十四年（1844年）由赵镛接任。